# Sorin Macavei
Sorin Radu Macavei (Cluj-Napoca, 24 de maio de 1956) é um ex-jogador de voleibol da Romênia que competiu nos Jogos Olímpicos de 1980.
Em 1980, ele fez parte da equipe romena que conquistou a medalha de bronze no torneio olímpico, no qual atuou em cinco partidas.